# Nektariusz (Selalmadzidis)
Nektariusz, imię świeckie Nikolaos Selalmadzidis (ur. 1962 w Dramie) – duchowny prawosławnego Patriarchatu Jerozolimy, od 2013 arcybiskup Antydonu.

## Życiorys
W 1983 złożył śluby zakonne i został wyświęcony na diakona. Święcenia kapłańskie przyjął w 1984. W 2004 uzyskał godność archimandryty. Chirotonię biskupią otrzymał 4 marca 2013. W 2016 brał udział w obradach Soboru Wszechprawosławnego na Krecie.